# Campeonato Mundial de Remo de 2014
El XLIV Campeonato Mundial de Remo se celebró en Ámsterdam (Países Bajos) entre el 24 y el 31 de agosto de 2014 bajo la organización de la Federación Internacional de Sociedades de Remo (FISA) y la Federación Neerlandesa de Remo.
Las competiciones se realizaron en el canal de remo Bosbaan, ubicado al sur de la ciudad holandesa.

## Medallistas

### Masculino
| Evento                               | Oro | Plata | Bronce |
| ------------------------------------ | --- | --- | --- |
| Scull individual M1X (31.08)         | Ondřej Synek · República Checa · 6:37,12 | Mahé Drysdale Nueva Zelanda 6:37,85 | Ángel Fournier Rodríguez · Cuba · 6:44,31 |
| Doble scull M2X (31.08)              | Martin Sinković · Valent Sinković · Croacia · 6:00,52 | Romano Battisti · Francesco Fossi · Italia · 6:04,42 | James McRae Alexander Belonogoff Australia 6:04,43 |
| Cuatro scull M4X (30.08)             | Dmytro Mijai · Artem Morozov · Olexandr Nadtoka · Ivan Dovhodko · Ucrania · 5:32,26                                                                                      | Graeme Thomas Sam Townsend Charles Cousins Peter Lambert Reino Unido 5:32,35 | Karl Schulze · Tim Grohmann · Kai Fuhrmann · Philipp Wende · Alemania · 5:36,97 |
| Dos sin timonel M2- (30.08)          | Eric Murray Hamish Bond Nueva Zelanda 6:09,34 | James Foad Matthew Langridge Reino Unido 6:13,75 | Vincent Breet Shaun Keeling Sudáfrica 6:16,85 |
| Dos con timonel M2+ (29.08)          | Eric Murray Hamish Bond Caleb Shepherd (t) Nueva Zelanda 6:33,26 | Alan Sinclair Scott Durant Henry Fieldman (t) Reino Unido 6:43,45 | Peter Kluge · Alexander Egler · Jonas Wiesen (t) · Alemania · 6:45,85 |
| Cuatro sin timonel M4- (30.08)       | Mohamed Sbihi George Nash Alexander Gregory Andrew Triggs Hodge Reino Unido 5:50,24                                                                                      | Michael Gennaro Henrik Rummel Grant James Seth Weil Estados Unidos 5:42,90 | Joshua Dunkley-Smith Spencer Turrin Fergus Pragnell Alexander Lloyd Australia 5:43,47 |
| Ocho con timonel M8+ (31.08)         | Nathaniel Reilly-O'Donnell Matthew Tarrant William Satch Matthew Gotrel Peter Reed Paul Bennett Thomas Ransley Constantine Louloudis Phelan Hill (t) Reino Unido 5:24,11 | Maximilian Planer · Malte Jakschik · Andreas Kuffner · Felix Drahotta · Richard Schmidt · Eric Johannesen · Maximilian Reinelt · Felix Wimberger · Martin Sauer (t) · Alemania · 5:24,77 | Zbigniew Schodowski · Mateusz Wilangowski · Marcin Brzeziński · Robert Fuchs · Krystian Aranowski · Michał Szpakowski · Mikołaj Burda · Piotr Juszczak · Daniel Trojanowski (t) · Polonia · 5:26,90 |
| Scull individual ligero LM1X (29.08) | Marcello Miani · Italia · 6:43,37 | Lars Hartig · Alemania · 6:46,73 | Michael Schmid · Suiza · 6:50,88 |
| Doble scull ligero LM2X (30.08)      | James Thompson John Smith Sudáfrica 6:05,36 | Stany Delayre Jérémie Azou Francia 6:05,45 | Kristoffer Brun · Are Strandli · Noruega · 6:05,79 |
| Cuatro scull ligero LM4X (29.08)     | Yeoryos Kónsolas · Spyridon Yánnaros · Panayotis Magdanís · Eleftherios Kónsolas · Grecia · 5:42,75                                                                      | Daniel Lawitzke · Max Röger · Jost Schömann-Finck · Konstantin Steinhübel · Alemania · 5:45,65                                                                                           | Li Hui Tian Bin Wang Tiexin Dong Tianfeng China 5:46,69 |
| Dos sin timonel ligero LM2- (29.08)  | Simon Niepmann · Lucas Tramèr · Suiza · 6:22,91 | Augustin Mouterde Thomas Baroukh Francia 6:25,02 | Sam Scrimgeour Jonathan Clegg Reino Unido 6:25,48 |
| LM4- (31.08)                         | Kasper Jørgensen Jacob Larsen Jacob Barsøe Morten Jørgensen Dinamarca 5:47,15                                                                                            | James Hunter Alistair Bond Peter Taylor Curtis Rapley Nueva Zelanda 5:48,76 | Mark Aldred Peter Chambers Richard Chambers Christopher Bartley Reino Unido 5:49,58 |
| Ocho con timonel ligero LM8+ (29.08) | Tobias Franzmann · Simon Barr · Torben Neumann · Stefan Wallat · Daniel Wisgott · Jonas Kilthau · Sven Keßler · Can Temel · Frederik Böhm (t) · Alemania · 5:31,29       | Luca De Maria · Vincenzo Serpico · Jiří Vlček · Leone Barbaro · Livio La Padula · Armando Dell'Aquila · Guido Gravina · Giorgio Tuccinardi · Gianluca Barattolo (t) · Italia · 5:33,87   | Mert Kaan Kartal Bayram Sönmez Ahmet Yumrukaya Cem Yılmaz Burak Özdemir Engin Özkan Hüseyin Kandemir Doğşah Bölük Kaan Şahin (t) Turquía 5:34,20                                                    |

### Femenino
| Evento                               | Oro | Plata | Bronce |
| ------------------------------------ | --- | --- | --- |
| Scull individual W1X (31.08)         | Emma Twigg Nueva Zelanda 7:14,95 | Kimberley Crow Australia 7:17,33 | Duan Jingli China 7:22,57                                                                                   |
| Doble scull W2X (31.08)              | Fiona Bourke Zoe Stevenson Nueva Zelanda 6:38,04 | Magdalena Fularczyk · Natalia Madaj · Polonia · 6:39,36 | Olympia Aldersey Sally Kehoe Australia 6:41,71                                                              |
| Cuatro scull W4X (30.08)             | Carina Bär · Julia Lier · Annekatrin Thiele · Lisa Schmidla · Alemania · 6:06,84                                                                                 | Shen Xiaoxing Lyu Yang Jiang Yan Zhang Xinyue China 6:10,51 | Tracy Eisser Olivia Coffey Grace Latz Felice Mueller Estados Unidos 6:12,03                                 |
| Dos sin timonel W2- (30.08)          | Helen Glover Heather Stanning Reino Unido 6:50,61 | Megan Kalmoe Kerry Simmonds Estados Unidos 6:52,87 | Louise Trappitt Rebecca Scown Nueva Zelanda 6:54,79                                                         |
| Cuatro sin timonel W4- (29.08)       | Kayla Pratt Kelsey Bevan Grace Prendergast Kerri Gowler Nueva Zelanda 6:14,36                                                                                    | Zsuzsanna Francia Emily Regan Tessa Gobbo Adrienne Martelli Estados Unidos 6:20,69 | He Sihui Miao Tian Zhang Min Zhang Huan China 6:23,31                                                       |
| Ocho con timonel W8+ (31.08)         | Victoria Opitz Meghan Musnicki Amanda Polk Lauren Schmetterling Grace Luczak Caroline Lind Eleanor Logan Heidi Robbins Katelin Snyder (t) Estados Unidos 5:56,83 | Cristy Nurse · Lisa Roman · Rosanne DeBoef · Natalie Mastracci · Susanne Grainger · Christine Roper · Ashley Brzozowicz · Lauren Wilkinson · Lesley Thompson-Willie (t) · Canadá · 5:59,66 | Zhang Dan Guo Linlin Yi Liqin Gao Qiuqiu Cui Xiaotong Ju Rui Zhang Min Zhang Huan Zhao Li (t) China 6:00,52 |
| Scull individual ligero LW1X (29.08) | Eveline Peleman · Bélgica · 7:31,31 | Ekaterini Nikolaídu · Grecia · 7:31,73 | Kathleen Bertko Estados Unidos 7:33,97                                                                      |
| Doble scull ligero LW2X (30.08)      | Sophie MacKenzie Julia Edward Nueva Zelanda 6:48,56 | Lindsay Jennerich · Patricia Obee · Canadá · 6:50,41 | Huang Wenyi Pan Dandan China 6:53,40                                                                        |
| Cuatro scull ligero LW4X (29.08)     | Mirte Kraaijkamp · Elisabeth Woerner · Maaike Head · Ilse Paulis · Países Bajos · 6:15,95                                                                        | Laura Dunn Sarah Pound Maia Simmonds Hannah Every-Hall Australia 6:19,54 | Katrin Thoma · Judith Anlauf · Wiebke Hein · Leonie Pieper · Alemania · 6:22,79                             |

## Medallero
| Núm. | País            | Oro | Plata | Bronce | Total |
| ---- | --------------- | --- | ----- | ------ | ----- |
| 1    | Nueva Zelanda   | 6   | 2     | 1      | 9     |
| 2    | Reino Unido     | 3   | 3     | 2      | 8     |
| 3    | Alemania        | 2   | 3     | 3      | 8     |
| 4    | Estados Unidos  | 1   | 3     | 2      | 6     |
| 5    | Italia          | 1   | 2     | 0      | 3     |
| 6    | Grecia          | 1   | 1     | 0      | 2     |
| 7    | Suiza           | 1   | 0     | 1      | 2     |
| 7    | Sudáfrica       | 1   | 0     | 1      | 2     |
| 9    | Bélgica         | 1   | 0     | 0      | 1     |
| 9    | Croacia         | 1   | 0     | 0      | 1     |
| 9    | Dinamarca       | 1   | 0     | 0      | 1     |
| 9    | Países Bajos    | 1   | 0     | 0      | 1     |
| 9    | República Checa | 1   | 0     | 0      | 1     |
| 9    | Ucrania         | 1   | 0     | 0      | 1     |
| 15   | Australia       | 0   | 2     | 3      | 5     |
| 16   | Canadá          | 0   | 2     | 0      | 2     |
| 16   | Francia         | 0   | 2     | 0      | 2     |
| 18   | China           | 0   | 1     | 5      | 6     |
| 19   | Polonia         | 0   | 1     | 1      | 2     |
| 20   | Cuba            | 0   | 0     | 1      | 1     |
| 20   | Noruega         | 0   | 0     | 1      | 1     |
| 20   | Turquía         | 0   | 0     | 1      | 1     |
|      | TOTAL           | 22  | 22    | 22     | 66    |